# طلعت محمود
طلعت محمود (بالهندية: तलत महमूद؛ بالإنجليزية: Talat Mahmood) هو مغني وممثل هندي (وحمل سابقاً جنسية الراج البريطاني)، ولد في 24 فبراير 1924 في لكناو في الهند، وتوفي في 9 مايو 1998 في مومباي في الهند بسبب نوبة قلبية. من الجوائز التي نالها بادما بوشان ‏.

## جوائز
- بادما بوشان [الإنجليزية]‏

## وصلات خارجية
- الموقع الرسمي
- طلعت محمود على موقع IMDb (الإنجليزية)
- طلعت محمود على موقع ميوزك برينز (الإنجليزية)
- طلعت محمود على موقع ديسكوغز (الإنجليزية)